# Simeon B. Chittenden

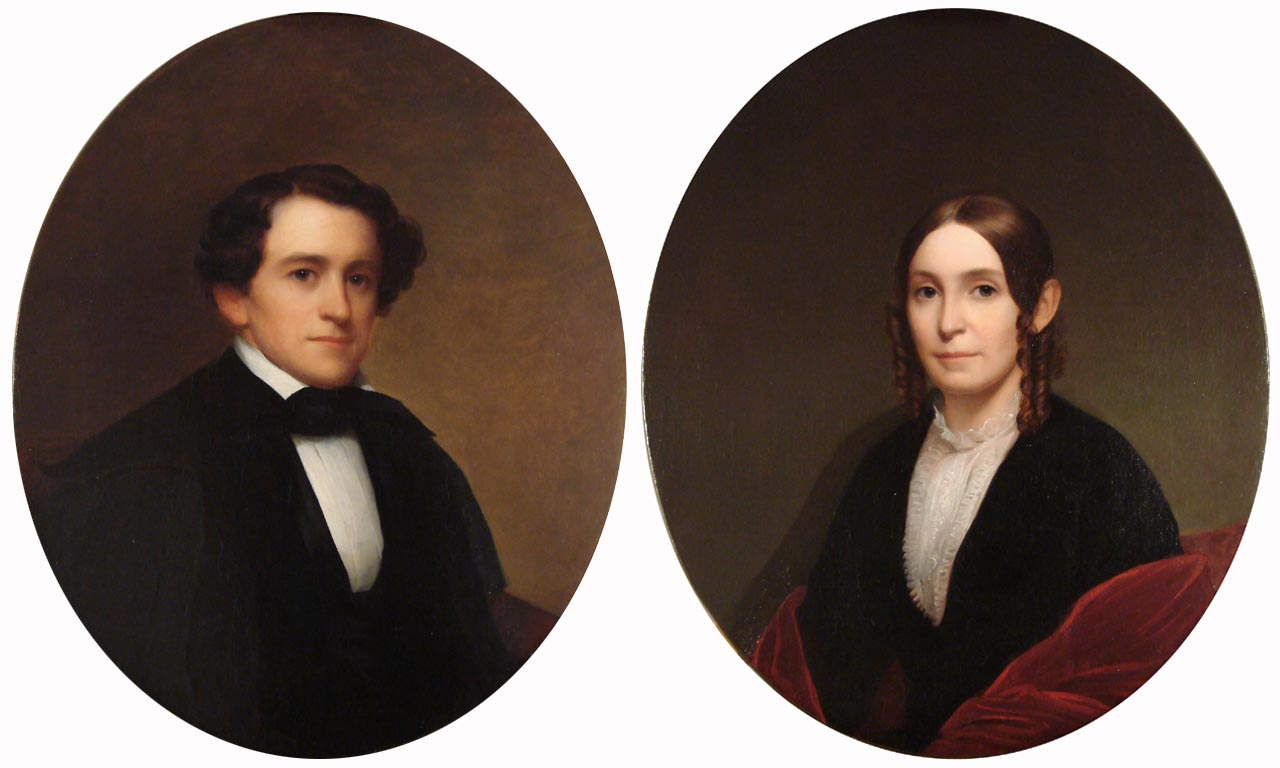
Simeon Baldwin Chittenden und Mary Elizabeth Hartwell

Simeon Baldwin Chittenden (* 29. März 1814 in Guilford, Connecticut; † 14. April 1889 in Brooklyn, New York) war ein amerikanischer Politiker. Zwischen 1874 und 1881 vertrat er den Bundesstaat New York im US-Repräsentantenhaus.

## Werdegang
Simeon Baldwin Chittenden wurde während des Britisch-Amerikanischen Krieges in Guilford geboren und wuchs dort auf. Er besuchte die Guilford Academy. Chittenden ging zwischen 1829 und 1842 in New Haven und ab 1842 in New York City kaufmännischen Geschäften nach. Im letzten Jahr des Bürgerkrieges kandidierte er erfolglos für einen Kongresssitz. Zwischen 1867 und 1869 war er Vizepräsident der Handelskammer von New York. Am 3. November 1874 wurde er als unabhängiger Republikaner im dritten Wahlbezirk von New York in das US-Repräsentantenhaus in Washington, D.C. gewählt, um dort die Vakanz zu füllen, die durch den Rücktritt von Stewart L. Woodford entstand. Er wurde als unabhängiger Republikaner in den folgenden 44. Kongress wiedergewählt und als Republikaner in die zwei nachfolgenden. Bei den Kongresswahlen im Jahr 1880 erlitt er eine Niederlage und schied nach dem 3. März 1881 aus dem Kongress aus. Danach zog er sich aus dem öffentlichen Leben zurück. Er verstarb am 14. April 1889 in Brooklyn und wurde auf dem Green-Wood Cemetery beigesetzt.

## Familie
Simeon Baldwin Chittenden war mit Mary Elizabeth Hartwell, Tochter von Sherman Hartwell und Sophia Todd, verheiratet. Ihr Vater war der Neffe von Gründungsvater Roger Sherman und seiner ersten Ehefrau Elizabeth Hartwell.